# سنط بيلياني
سنط بيلياني أو قرظ بيلياني أو سنط كوتاموندرا (الاسم العلمي: Acacia baileyana)، شجيرة أو شجرة مُزهرة من فصيلة البقولية. الاسم العلمي للجنس مُهدى لعالم النبات فريدريك مانسون بيلي. موطنها الأصلي هي منطقة صغيرة جدًا في جنوب نيو ساوث ويلز الداخلية، والتي تضم مناطق تيمورا وكوتاموندرا وستوكينبينجال وبيثونجرا. ومع ذلك، فقد تمت زراعته على نطاق واسع في الولايات والأقاليم الأسترالية الأخرى. في العديد من مناطق فيكتوريا، أصبح هذا النبات متجنسًا في فيكتوريا ويُنظر إليه على أنه من الحشائش الضارة، متفوقًا على الأنواع الفيكتورية الأصلية.
تحتوي جميع الأسناط تقريبًا على أزهار قشدية إلى ذهبية. تُُرتب الزهور الصغيرة في نورات كروية إلى أسطوانية، مع أسدية بارزة. أُدخلت الأسناط على نطاق واسع إلى نيوزيلندا.